# Maslak
Maslak é um bairro de Istambul, Turquia, que administrativamente faz parte do distrito de Şişli, embora esteja rodeado pelos por áreas pertencentes aos distritos de Beşiktaş e Sarıyer. É um dos principais centros financeiros de Istambul, juntamente com o vizinho Levent, com o qual concorre pelo título da área da cidade com mais novos projetos de arranha-céus. O bairro é servido pelo metropolitano (estação İTÜ - Ayazağa) desde janeiro de 2009.
Nas vizinhanças de Maslak encontram-se um dos campus da Universidade Técnica de Istambul (İTÜ) e Academia Militar de Maslak.
Atualmente (agosto de 2011), o edifício mais alto de Maslak é o Sun Plaza, com 38 andares acima do solo e 147 metros de altura. O Diamond of Istanbul, que quando for finalizado será o arranha-céus mais alto da Turquia, está em avançado estado de construção e previa-se que fosse inaugurado ainda em 2011. O Diamond of Istanbul é uma obra da empresa turca Dome Partners e consiste num conjunto de três torres gémeas em aço ligadas por um núcleo central de elevadores em betão. Terá um hotel de cinco estrelas, um centro comercial, escritórios e apartamentos, 53 andares acima do solo e 270 metros de altura, ultrapassando em 9 metros o Istanbul Sapphire, de 54 andares, inaugurado em Levent a 4 de mrço de 2011, atualmente o edifício mais alto da Turquia.
O Diamond of Istanbul será também o primeiro arranha-céus construído em aço na Turquia, onde, ao contrário do que acontece noutros países, a construção em aço é mais cara do que em betão. A razão para a escolha do aço como principal material de construção tem a ver com o aço ser mais adequado para construções anti-sísmicas, um fator importante para uma área sujeita a grandes terramotos como é Istambul.